# Persisk sälg
Persisk sälg (Salix aegyptiaca) är en videväxtart som beskrevs av Carl von Linné. Enligt Catalogue of Life ingår Persisk sälg i släktet viden och familjen videväxter, men enligt Dyntaxa är tillhörigheten istället släktet viden och familjen videväxter. Arten förekommer tillfälligt i Sverige, men reproducerar sig inte. Inga underarter finns listade i Catalogue of Life.

## Bildgalleri

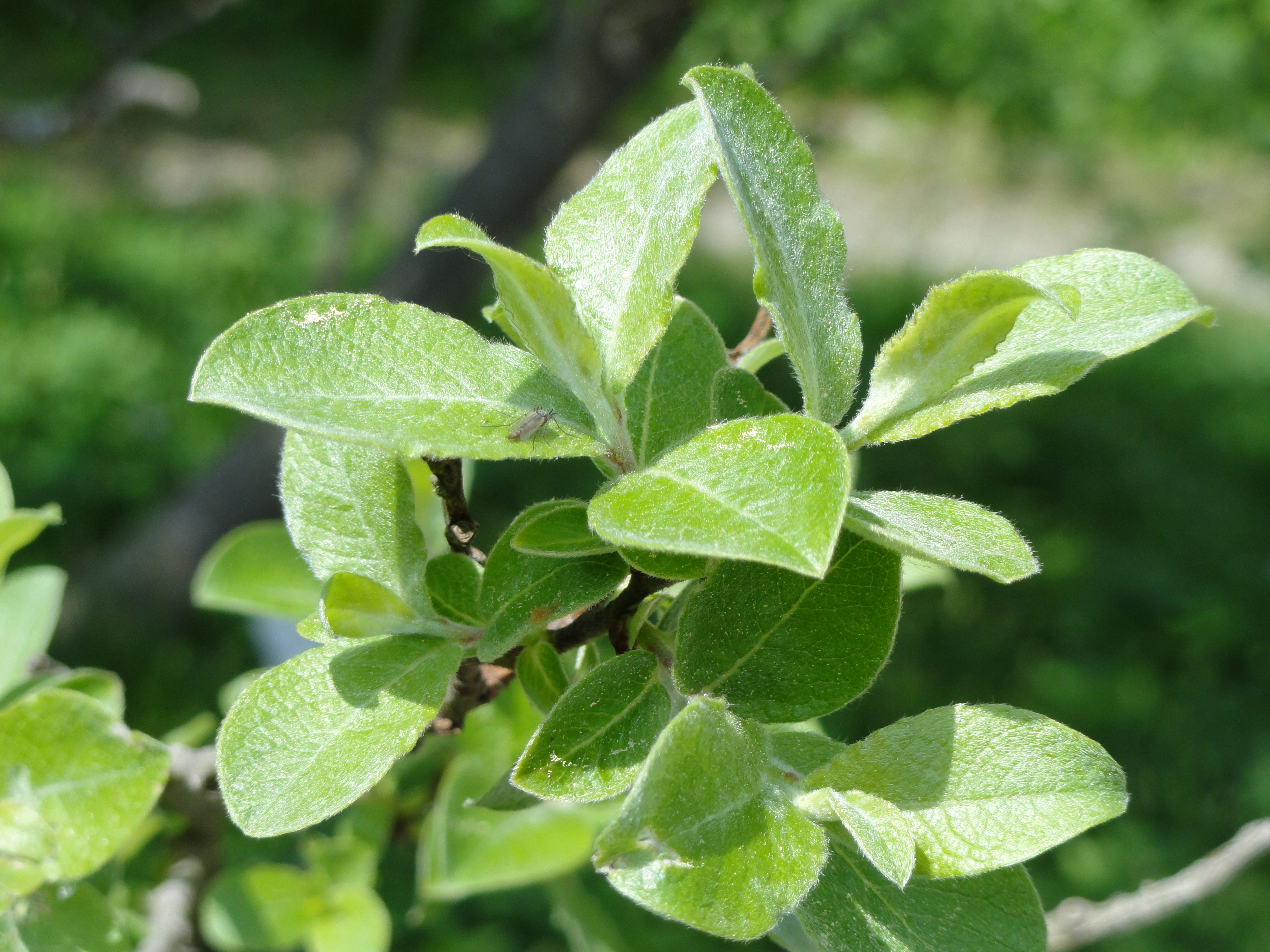
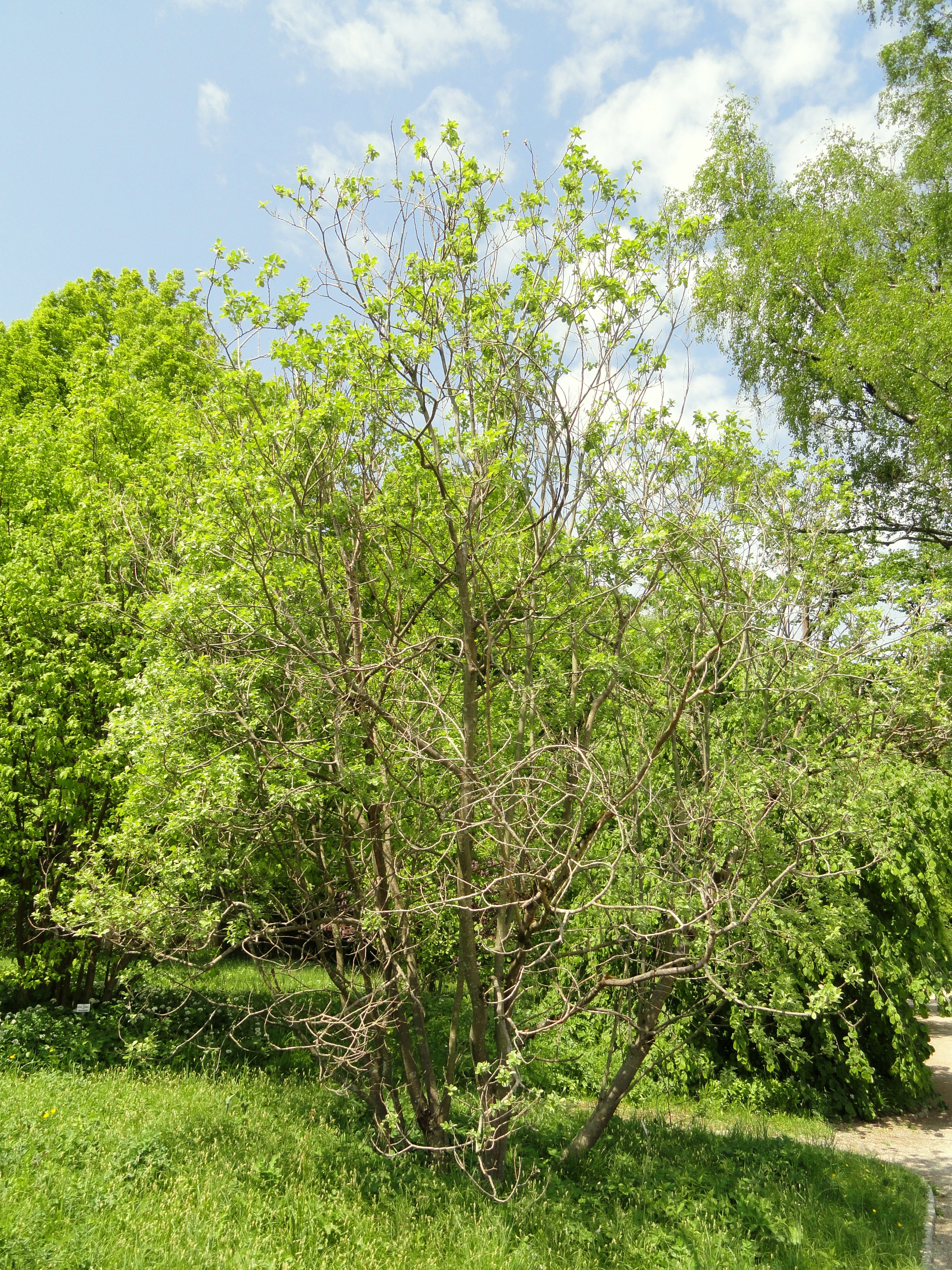